# CHERRYBLOSSOM
체리블로섬(CHERRYBLOSSOM, チェリーブロッサム)은 일본의 밴드이다. 포니캐년에 소속되어 나고야를 중심으로 활동했다. 2007년 3월 활동을 시작했다. 줄여서 체리블로(チェリブロ)라고 부른다. 또한 보컬인 MEEK, MAICO는 팬 들에게 "밋마이"(みぃまい)로 불리고 있다.

## 구성원
- MEEKO(ミーコ 미코[*], 1월 27일 출생) O형, 보컬 (20세)
- MAICO(マイコ 마이코[*], 10월 13일 출생) B형, 보컬 (24세)
- 83(ヤス 야스[*], 6월 8일 출생) A형, 베이스 (30세)
- 윳치（ゆっち, 1월 21일 출생) AB형, 드럼 (26세)

윳치를 제외한 나머지 구성원은 나고야 출신이며, 윳치는 니가타현 출신이다. KUPPA는 2009년 3월을 기해 개인적인 사정으로 밴드를 탈퇴했다. 현재는 객원 멤버로 예전 midnightPumpkin(베이스 83(야스)가 활동했었던 밴드)의 기타 담당 YU-ICHI가 참가하고 있다.

## 연혁
- 2006년 2월, 전년도에 스카 밴드 『midnightPumpkin』을 탈퇴한 83이 새로운 밴드 결성의 추춧돌이 되어 구성원을 찾아 다니기 시작. 같은 년도 6월에 MEEKO, MAICO가 가입하여 체리블로썸을 결성함. 2007년 2월에 KUPPA, 윳치가 가입하여 현재의 구성원이 되었다.
- 다음달 3월에 인디 앨범 제작. 같은 년도 7월 25일에 앨범 「Riskygirl」을 발매, 2007년 12월에 TV 애니메이션 『가정교사 히트맨 REBORN!』의 3기 오프닝 곡「DIVE TO WORLD」로 메이저 데뷔를 했다.
- 『가정교사 히트맨 REBORN!』에서 「DIVE TO WORLD」가 오프닝 곡, 「CYCLE」, 「桜ロック (사쿠라 록)」, 「夢のマニュアル(꿈의 매뉴얼)」이 엔딩 곡으로 사용되었다. 「春風LOVER SONG (봄 바람 LOVER SONG)」은 텔레비전 방송 『ポケモンサンデー (포켓몬 선데이)』에 사용되었다.
- 2009년 3월에 KUPPA가 탈퇴하였다.
- 2010년 6월 16일에 「COMPLETE BEST CHERRYBLOSSOM」를 발매와 함께 나고야 다이아몬드 홀에서 라이브 공연을 끝으로 해산.
- 더불어 이 베스트 앨범에는 체리블로썸으로는 첫 PV, 메이킹 등이 수록된 DVD가 포함되어 있음.

## 음반 정보

### 싱글
1. DIVE TO WORLD (2007년 12월 5일)
2. 봄바람 LOVER SONG (春風LOVER SONG, 2008년 3월 12일)
3. CYCLE (2008년 7월 30일)
4. 사쿠라 록 (桜ロック, 2009년 2월 18일)
5. 꿈의 매뉴얼 (夢のマニュアル, 2009년 12월 2일)

### 앨범
1. GO! (2008년 9월 3일)
2. 시공 (음반)（時空, 2010년 1월 20일)

### 미니 앨범
1. Riskygirl (2007년 7월 25일)
2. 별하늘 트라이앵글 (星空トライアングル, 2009년 8월 19일)

### 베스트 앨범
1. COMPLETE BEST CHERRYBLOSSOM (2010년 6월 16일)

## 해산과 관련된 홈페이지의 알림글

### 체리블로썸이 드리는 매우 중요한 알림
언제나 체리블로썸을 응원해주셔서 감사합니다.
지금부터 여러분께 알려드릴 매우 중요한 소식이 있습니다.

체리블로썸은 6월 16일(수) 나고야 다이아몬드 홀에서의 라이브를 마지막으로 해체하게 되었습니다.
구성원과 스탭 간에 여러번 이야기를 주고 받았으나 각자의 음악성의 차이나 장래에 대한 견해 차가 생겨 해산하기로 결정했습니다.

갑작스럽게 알려드리게 되어 깊은 사죄의 말씀을 올립니다.
여태껏 응원해주신 팬 여러분들, 관계자 여러분, 정말 감사했습니다.

2010년 5월 16일

메가포스 코퍼레이션

포니캐년

체리블로썸